# Petalanthes
Petalanthes é um gênero de traça pertencente à família Agonoxenidae.